# José Arthur de Carvalho Kós
José Arthur de Carvalho Kós (Belém, Pará, 16 de setembro de 1905 – Rio de Janeiro, 16 de setembro de 1999) foi um médico brasileiro.
Formado em medicina pela Faculdade Nacional de Medicina da Universidade do Brasil em 1927. Foi eleito membro da Academia Nacional de Medicina em 1947, assumindo a Cadeira 75, que tem Raul David de Sanson como patrono.